# Center Grove Township (Iowa)
Die Center Grove Township ist eine von 12 Townships im Dickinson County im Nordwesten des US-amerikanischen Bundesstaates Iowa.

## Geografie

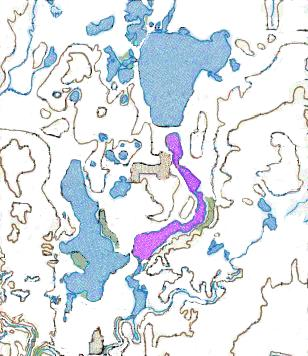
East Okoboji Lake (violett)

Die Center Grove Township liegt im Nordwesten von Iowa inmitten der Iowa Great Lakes. Der West Okoboji Lake liegt zu einem Teil und der East Okoboji Lake nahezu vollständig innerhalb der Center Grove Township. Die Grenze zu Minnesota befindet sich knapp 10 km nördlich der Township.
Die Center Grove Township erstreckt sich über 93,63 km², die sich auf 81,28 km² Land- und 12,35 km² Wasserfläche verteilen.
Die Center Grove Township grenzt an die Spirit Lake Township im Norden, die Superior Township im Nordosten, die Richland Township im Osten, die Lloyd Township im Südosten, die Milford Township im Süden, die Okoboji Township im Südwesten, die Lakeville Township im Westen und die Diamond Lake Township im Nordwesten. Alle Nachbartownships liegen ebenfalls im Dickinson County.

## Verkehr
Durch die Center Grove Township verläuft von Nordosten nach Südwesten der U.S. Highway 71, der im Norden der Township auf den Iowa Highway 9 trifft.
Im Norden der Center Grove Township führt eine Bahnlinie der Union Pacific Railroad durch den Ort Spirit Lake.
Am westlichen Rand der Township befindet sich mit dem Airport Okoboji ein kleiner Flugplatz.

## Bevölkerung
Bei der Volkszählung im Jahr 2010 hatte die Township 8048 Einwohner.
In der Center Grove Township gibt es eine Reihe selbstständiger Kommunen:
- Arnolds Park
- Milford1
- Okoboji2
- Spirit Lake3
- West Okoboji

1 – überwiegend in der Okoboji und der Milford Township

2 – zu einem kleineren Teil in der Lakeville Township

3 – zu einem kleineren Teil in der Spirit Lake Township

4 – überwiegend in der Lakeville Township